# زوراوه
زوراوه (به لاتین: Zorava) یک منطقهٔ مسکونی در عراق است که در شهرستان سنجار واقع شده‌است. زوراوه ۷٬۸۳۱ نفر جمعیت دارد.